# Crazy Ex-Girlfriend
Crazy Ex-Girlfriend é uma série de televisão americana que estreou em 12 de outubro de 2015, pela The CW. A série foi criada por Rachel Bloom e Aline Brosh McKenna e é estrelada por Bloom no papel principal. Apesar da baixa audiência, a série acabou sendo renovada para uma segunda temporada, devido às críticas positivas e as indicações à premiações.
Em 2 de abril de 2018, a emissora The CW renovou a série para uma quarta e última temporada, que consiste em 18 episódios. que estreou em 12 de outubro de 2018 e concluída em 5 de abril de 2019.

## Sinopse
Rebecca Bunch é uma jovem que trabalha em um importante escritório de advocacia em Nova Iorque. Após um encontro com Josh, sua antiga paixão desde os tempos da adolescência, ela decide deixar o emprego, vender o apartamento em Manhattan e se mudar para West Covina, Califórnia, onde Josh mora. O novo objetivo de Rebecca na vida é encontrar o verdadeiro amor.

## Elenco e personagens

### Principal
| Ator                  | Personagem               | Temporadas | Temporadas | Temporadas   | Temporadas   |
| Ator                  | Personagem               | 1.ª        | 2.ª        | 3.ª          | 4.ª          |
| --------------------- | ------------------------ | ---------- | ---------- | ------------ | ------------ |
| Rachel Bloom          | Rebecca Nora Bunch       | Regular    | Regular    | Regular      | Regular      |
| Vincent Rodriguez III | Joshua "Josh" Felix Chan | Regular    | Regular    | Regular      | Regular      |
| Santino Fontana       | Greg Serrano             | Regular    | Regular    | Participação | —            |
| Skylar Astin          | Greg Serrano             |            |            |              | Regular      |
| Donna Lynne Champlin  | Paula Proctor            | Regular    | Regular    | Regular      | Regular      |
| Pete Gardner          | Darryl Whitefeather      | Regular    | Regular    | Regular      | Regular      |
| Vella Lovell          | Heather Davis            | Regular    | Regular    | Regular      | Regular      |
| Gabrielle Ruiz        | Valencia Maria Perez     | Recorrente | Regular    | Regular      | Regular      |
| David Hull            | Josh Wilson              | Recorrente | Recorrente | Regular      | Participação |
| Scott Michael Foster  | Nathaniel Plimpton II    | —          | Recorrente | Regular      | Regular      |

### Recorrente

#### Elenco secundário
- Erick Lopez como Hector
- Tovah Feldshuh como Naomi Bunch
- Steve Monroe como Scott Proctor
- Gina Gallego como Senhorita Hernandez
- Rachel Grate como Audra Levine
- Rene Gube como pai de Joseph "Josh"
- Amy Hill como Lourdes Chan
- Johnny Ray Meeks como Kevin
- Michael Hyatt como Dr. Noelle Akopian
- Piter Marek como Dr. Davit Akopian
- Jay Hayden como Dr. Daniel Shin
- Michael McMillian como Tim
- Paul Welsh como Trent Maddock
- Stephnie Weir como Karen
- Danny Jolles como George
- Esther Povitsky como Maya
- Burl Moseley como Jim
- Jacob Guenther como Chris
- Zayne Emory (temporada 1 e 3) e Elijah Nelson (temporada 2) como Brendan Proctor
- Steele Stebbins como Tommy Proctor
- Olivia Edward como Madison Whitefeather
- Ava Acres como Rebecca Nora Bunch (jovem)
- Cedric Yarbrough como Calvin Young
- Yael Globgras como Carrie

### Convidados
- Roshon Fegan como Nguyen
- Phil McGraw como ele mesmo (temporadas 1 e 3)
- Amber Riley como Ricki Lake
- B. J. Novak como ele mesmo
- Lea Salonga como Aunt Myrna
- Patton Oswalt como Castleman
- Patti LuPone como Rabbi Shari
- Seth Green como Patrick
- Adam Kaufman como Robert Donnelly
- Josh Groban como ele mesmo
- Michelle Hendley como Daisy (2 temporada, episódio 5)
- Bayne Gibby como Cornelia

## Episódios
| Temporada | Temporada | Episódios | Episódios | Originalmente exibido | Originalmente exibido   |
| Temporada | Temporada | Episódios | Episódios | Estreia da temporada  | Final da temporada      |
| --------- | --------- | --------- | --------- | --------------------- | ----------------------- |
|           | 1         | 18        | 18        | 12 de outubro de 2015 | 18 de abril de 2016     |
|           | 2         | 13        | 13        | 21 de outubro de 2016 | 3 de fevereiro de 2017  |
|           | 3         | 13        | 13        | 13 de outubro de 2017 | 16 de fevereiro de 2018 |
|           | 4         | 18        | 18        | 12 de outubro de 2018 | 5 de abril de 2019      |

## Produção

### Desenvolvimento
A série foi originalmente desenvolvida para a Showtime, e um piloto foi produzido, mas a Showtime optou por não prosseguir com ela em 9 de fevereiro de 2015. A The CW escolheu a série em 7 de maio de 2015 para a temporada de outono de 2015 a 2016. A série foi extensivamente retrabalhada para a The CW, expandindo o formato de série de meia hora para uma hora cheia e ajustando o conteúdo para transmissão de televisão, como o piloto original foi produzido por uma TV cabo de assinatura. Em 5 de outubro de 2015, pouco antes da estréia da série, The CW fez um pedido para cinco scripts adicionais. Em 23 de novembro de 2015, a The CW encomendou mais cinco episódios, aumentando o total para a 1 temporada a 18 episódios. Em 11 de março de 2016, Crazy Ex-Girlfriend foi renovada para uma segunda temporada, juntamente com onze outras séries da The CW. A segunda temporada começou em 21 de outubro de 2016. A segunda temporada é exibida no Reino Unido na Netflix com episódios disponíveis no sábado após a data de exibição nos EUA. Em 8 de janeiro de 2017, a The CW renovou a série para uma terceira temporada, que estreou em 13 de outubro de 2017.

### Seleção do elenco
Em 30 de setembro de 2014, Santino Fontana, Donna Lynne Champlin, Vincent Rodriguez III e Michael McDonald se juntaram a Rachel Bloom no elenco regular da série. Com a mudança para The CW, a série passou por mudanças de elenco e McDonald deixou o elenco. Logo depois, Vella Lovell e Pete Gardner foram adicionados como regulares; com Lovell no papel de Heather; e Gardner substituindo McDonald no papel de Darryl, o novo chefe de Rebecca.
Em 23 de maio de 2016, foi anunciado que Gabrielle Ruiz, que interpreta Valencia, foi promovida a série como regular para a segunda temporada. Em novembro de 2016, foi anunciado que Santino Fontana estaria saindo da série, com o episódio quatro da segunda temporada resultando como seu último como papel regular da série.
Em 5 de abril de 2017, foi anunciado que David Hull e Scott Michael Foster, que representaram White Josh e Nathaniel respectivamente, foram promovidos a regulares para a terceira temporada.

### Música
Cada episódio contém duas a quatro músicas originais. São cantados por Rebecca ou um personagem com quem ela está tendo uma interação direta, parodiando o conceito de teatro musical de personagens explodindo em música em momentos significativos da trama. Em "Josh Has No Idea Where I Am", é revelado que Rebecca tem essas fantasias musicais por paixão por seu amor pelo teatro musical. Nos episódios posteriores, vários outros personagens cantam enquanto Rebecca não está presente.
Algumas das músicas da série são filmadas duas vezes, uma versão limpa e uma versão explícita. As versões explícitas são publicadas no canal de Bloom no YouTube.
"Crazy Ex-Girlfriend: Original Television Soundtrack (Season 1 - Volume 1)" foi lançado em 19 de fevereiro de 2016 nas versões explícita e limpa. Inclui todas as músicas dos oito primeiros episódios da primeira temporada, juntamente com as demos a cappella de Bloom: "Feeling Kinda Naughty", "I Have Friends", "Settle for Me," e "Sex with a Stranger" bem como a versão demo de Adam Schlesinger de "What'll It Be".
"Crazy Ex-Girlfriend: Original Television Soundtrack (Season 1 - Vol. 2)" foi lançado em 20 de maio de 2016. Inclui todas as músicas dos últimos 10 episódios da primeira temporada, além de demos como "JAP Battle", "I Could If I Wanted To", "Women Gotta Stick Together", "Group Hang", e "You Stupid Bitch".
Para a segunda temporada, as músicas foram lançadas como singles no dia de sua exibição original. A trilha sonora da segunda temporada completa foi lançada em 3 de março de 2017. Ela apresentava todas as músicas importantes da segunda temporada, assim como duas músicas deletadas:"It's Not Difficult to Define Miss Deuche" e "Sex Toys," um solo para o personagem recorrente Karen. Também incluiu demos para "Santa Ana Winds", a música tema "I'm Just a Girl in Love" e "Rebecca's Reprise".
Todas as músicas da 3ª temporada foram lançadas como singles após a exibição, com exceção de "The End of the Movie", de Josh Groban, que foi destaque no episódio, "Josh Ex-Girlfriend Is Crazy". O álbum completo foi lançado em 20 de julho de 2018 e inclui uma demo de “The End of the Movie”, de Adam Schlesinger.

## Temas

### Doença mental
Indiscutivelmente o mais importante tema recorrente de Crazy Ex-Girlfriend é o retrato do programa de doença mental e tratamento. Este aspecto de Crazy Ex-Girlfriend recebeu elogios ao longo da indústria cinematográfica e televisiva e dentro do próprio fandom da série. Psychology Today também reconheceu e elogiou este aspecto da série.
Além da avaliação psicológica e desenvolvimento de Rebecca, outros personagens principais são similarmente descritos como sofrendo de traumas psicológicos que influenciam suas personalidades e relacionamentos. Esses personagens incluem Valencia, Paula, Darryl, Greg, Nathaniel, Scott, e Heather.
Isso também inspirou o fandom da série a se engajar em discussões sobre doenças mentais, especificamente em relação aos estigmas sociais e tratamento de tais doenças.

### Sexualidade feminina e o sistema reprodutivo
Outra característica definidora de Crazy Ex-Girlfriend é seu retrato franco da sexualidade feminina e do sistema reprodutivo, ambos os quais servem como fontes do humor encolerizado do programa. Em Crazy Ex-Girlfriend, ambos os tópicos são amplamente normalizados na conversa. Em particular, as personagens femininas são retratadas como sendo sexualmente liberadas e sem vergonha de sua sexualidade. No episódio "To Josh, with Love", os personagens têm discussões francas e honestas sobre sexualidade feminina e estimulação clitoriana.
O sistema reprodutivo recebe o mesmo tratamento em Crazy Ex-Girlfriend. A menstruação e as doenças associadas à anatomia feminina são frequentemente discutidas sem julgamento, evidenciadas melhor quando Paula fez um aborto na segunda temporada e seus amigos e familiares se concentraram no impacto emocional de sua decisão, em vez de questioná-la ou envergonhá-la.

### Cuidado parental
Cuidado parental é um tema importante retratado na série, já que muitas personalidades de vários personagens principais são moldadas pelos comportamentos desatentos ou frios e distantes dos pais. Em particular, Rebecca, Paula, Nathaniel, Darryl e Greg são todos afetados por pais que exibem esses comportamentos. A mãe excessivamente arrogante e crítica de Rebecca e o pai negligente afetou muito seu senso de auto-estima. Em contraste, tanto Paula e Nathaniel os pais revelaram ter sido emocionalmente abusivos, resultando no complexo de inferioridade de Nathaniel e na falta de autoconfiança de Paula. A mãe ausente de Greg após o divórcio de seus pais resultou em sua ressentimento e ajudou Greg a desenvolver sua personalidade cínica.
No extremo oposto desse espectro está o modo como os pais de Heather a criaram. Os pais de Heather eram muito atenciosos, amorosos e solidários, a ponto de a mimarem e nunca a encorajaram a fazer algo de si mesma. Isso acabou resultando em Heather desenvolvendo uma personalidade preguiçosa, sem objetivo, sem entusiasmo e um pouco apática, demonstrando a complexidade da parentalidade.

## Recepção

### Recepção critica
Crazy Ex-Girlfriend foi aclamada pela crítica, com críticos elogiando a escrita do programa, os números musicais e o desempenho de Bloom. No Metacritic, que atribui uma classificação de 100 às críticas dos críticos tradicionais, a primeira temporada recebeu uma pontuação média de 78 com base em 23 avaliações, o que indica "avaliações geralmente favoráveis". O site de agregação de revisão Rotten Tomatoes deu a primeira temporada uma avaliação positiva de 96%, com uma classificação média de 7.7 de 10 com base em comentários de 49 críticos, com o consenso do site afirmando: "Números musicais animados e uma liderança refrescante e energética, Rachel Bloom, fazem de Crazy Ex-Girlfriend um comentário encantador e excêntrico sobre relacionamentos humanos."
A segunda temporada continuou a receber aclamação, com Bloom, Fontana e Champlin recebendo elogios. A temporada tem uma classificação de 100% no Rotten Tomatoes, com uma classificação média de 9 de 10 com base em 13 revisões. O consenso crítico do site diz, "Crazy Ex-Girlfriend continua deliciosamente esquisito, envolvente e ainda mais corajoso e confiante em sua saída do segundo ano". Em Metacritic, tem uma pontuação de 86 em 100 com base em 8 comentários, indicando "aclamação universal".
A aclamação continuou com a 3ª temporada; esta temporada em particular foi amplamente elogiada por seu retrato da doença mental. As atuações de Bloom, Champlin e Foster foram particularmente elogiados. A química entre os personagens de Gardner e Hull foi amplamente elogiada também. A temporada possui uma classificação de 95% em Rotten Tomatoes, com uma classificação média de 9.0 de 10 com base em 22 avaliações.
Margaret Lyons, do New York Times, escolheu Crazy Ex-Girlfriend como uma de suas escolhas para os melhores programas de TV de 2017. A série também foi listado como um dos principais programas de 2017 por inúmeros críticos da Variety, USA Today, The A.V. Club, The Guardian, The Independent, Business Insider, Paste, The Daily Beast, NPR, Pittsburgh Post-Gazette e Vulture, entre outros. Alguns dos críticos notáveis incluem James Poniewozik e Maureen Ryan.

### Prêmios e indicações
| Ano  | Prêmio                          | Categoria                                                               | Indicado(s)                                                                                  | Resultado | Ref.    |
| ---- | ------------------------------- | ----------------------------------------------------------------------- | -------------------------------------------------------------------------------------------- | --------- | ------- |
| 2016 | 68th Primetime Emmy Awards      | Melhor Coreografia                                                      | Kathryn Burns ("I'm So Good at Yoga", "A Boy Band Made Up of Four Joshes" e "Settle for Me") | Venceu    | [ 109 ] |
| 2016 | 68th Primetime Emmy Awards      | Melhor Música e Letra Originais                                         | Adam Schlesinger, Rachel Bloom e Jack Dolgen ("Settle for Me")                               | Indicado  | [ 109 ] |
| 2016 | 68th Primetime Emmy Awards      | Tema de Abertura                                                        | Rachel Bloom e Adam Schlesinger                                                              | Indicado  | [ 109 ] |
| 2016 | 68th Primetime Emmy Awards      | Melhor Edição de Câmera Individual em Série de Comédia                  | Kabir Akhtar ("Josh Just Happens to Live Here")                                              | Venceu    | [ 109 ] |
| 2016 | Critics' Choice Award           | Melhor Atriz em Série de Comédia                                        | Rachel Bloom                                                                                 | Venceu    | [ 110 ] |
| 2016 | Dorian Awards                   | Série Esquecida do Ano                                                  | Crazy Ex-Girlfriend                                                                          | Indicado  | [ 111 ] |
| 2016 | Gold Derby Awards               | Melhor atriz de comédia                                                 | Rachel Bloom                                                                                 | Indicado  | [ 112 ] |
| 2016 | Gold Derby Awards               | Melhor Revelação do Ano                                                 | Rachel Bloom                                                                                 | Indicado  | [ 112 ] |
| 2016 | Golden Globe Award              | Melhor Atriz em Série de Comédia ou Musical                             | Rachel Bloom                                                                                 | Venceu    | [ 113 ] |
| 2016 | Gotham Awards                   | Melhor Série de Longa Duração                                           | Crazy Ex-Girlfriend                                                                          | Venceu    | [ 114 ] |
| 2016 | HMMA Awards                     | Supervisão Musical Excepcional – Televisão                              | Jack Dolgen                                                                                  | Indicado  | [ 112 ] |
| 2016 | OFTA Awards                     | Melhor Atriz em Série de Comédia                                        | Rachel Bloom                                                                                 | Indicado  | [ 112 ] |
| 2016 | OFTA Awards                     | Melhor Música Tema em uma Série                                         | Crazy Ex-Girlfriend                                                                          | Indicado  | [ 112 ] |
| 2016 | People's Choice Awards          | Nova Série Cômica                                                       | Crazy Ex-Girlfriend                                                                          | Indicado  | [ 115 ] |
| 2016 | Poppy Awards                    | Melhor Série de Comédia                                                 | Crazy Ex-Girlfriend                                                                          | Indicado  | [ 116 ] |
| 2016 | Poppy Awards                    | Melhor Atriz em Comédia                                                 | Rachel Bloom                                                                                 | Indicado  | [ 116 ] |
| 2016 | Poppy Awards                    | Melhor Ator Coadjuvante em Comédia                                      | Santino Fontana                                                                              | Indicado  | [ 116 ] |
| 2016 | Poppy Awards                    | Melhor Atriz Coadjuvante em Comédia                                     | Donna Lynne Champlin                                                                         | Indicado  | [ 116 ] |
| 2016 | TCA Awards                      | Melhor Série de Comédia                                                 | Crazy Ex-Girlfriend                                                                          | Indicado  | [ 117 ] |
| 2016 | TCA Awards                      | Melhor Programa Novo                                                    | Crazy Ex-Girlfriend                                                                          | Indicado  | [ 117 ] |
| 2016 | TCA Awards                      | Melhor Performance Individual em Comédia                                | Rachel Bloom                                                                                 | Venceu    | [ 117 ] |
| 2016 | Young Artist Award              | Ator Jovem Recorrente (13 anos ou menos)                                | Steele Stebbins                                                                              | Indicado  | [ 118 ] |
| 2017 | 69th Primetime Emmy Awards      | Melhor Música e Letra Originais                                         | Adam Schlesinger, Rachel Bloom e Jack Dolgen ("We Tapped That Ass")                          | Indicado  | [ 119 ] |
| 2017 | Artios Awards                   | Melhor Elenco em um Piloto de Televisão e Primeira Temporada de Comédia | Felicia Fasano, Bernard Telsey, Tim Payne e Tara Nostramo                                    | Venceu    | [ 120 ] |
| 2017 | Dorian Awards                   | Comédia de TV do Ano                                                    | Crazy Ex-Girlfriend                                                                          | Indicado  | [ 112 ] |
| 2017 | GLAAD Media Award               | Série de Comédia Excepcional                                            | Crazy Ex-Girlfriend                                                                          | Indicado  | [ 121 ] |
| 2017 | Gold Derby Awards               | Melhor Série de Comédia                                                 | Crazy Ex-Girlfriend                                                                          | Indicado  | [ 122 ] |
| 2017 | Gold Derby Awards               | Melhor Atriz de Comédia                                                 | Rachel Bloom                                                                                 | Indicado  | [ 122 ] |
| 2017 | Golden Globe Award              | Melhor Atriz em Série de Comédia ou Musical                             | Rachel Bloom                                                                                 | Indicado  | [ 123 ] |
| 2017 | Golden Reel Awards              | Melhor Edição de Som – TV Short Form Musical                            | Crazy Ex-Girlfriend ("When Will Josh See How Cool I Am?")                                    | Indicado  | [ 124 ] |
| 2017 | Gracie Awards                   | Comédia – TV Nacional                                                   | Crazy Ex-Girlfriend                                                                          | Venceu    | [ 125 ] |
| 2017 | Gracie Awards                   | Atriz em um Papel de Apoio – Comédia ou Musical                         | Donna Lynne Champlin                                                                         | Venceu    | [ 125 ] |
| 2017 | Hollywood Music in Media Awards | Canção Original – Programa de TV/Série Limitada                         | Adam Schlesinger, Rachel Bloom, and Jack Dolgen ("We Tapped That Ass")                       | Indicado  | [ 126 ] |
| 2017 | Women's Image Network Awards    | Série de Comédia Excepcional                                            | Crazy Ex-Girlfriend                                                                          | Venceu    | [ 127 ] |
| 2018 | Eddie Awards                    | Melhor Série de Comédia Editada (comercial)                             | Kabir Akhtar e Kyla Plewes ("Josh’s Ex-Girlfriend Wants Revenge")                            | Indicado  | [ 128 ] |
| 2018 | GLAAD Media Award               | Série de Comédia Excepcional                                            | Crazy Ex-Girlfriend                                                                          | Indicado  | [ 129 ] |
| 2018 | OFTA Awards                     | Best New Titles Sequence                                                | Crazy Ex-Girlfriend                                                                          | Indicado  | [ 130 ] |
| 2018 | TCA Awards                      | Individual Achievement in Comedy                                        | Rachel Bloom                                                                                 | Indicado  | [ 131 ] |
| 2019 | Critics' Choice Award           | Melhor Atriz em Série de Comédia                                        | Rachel Bloom                                                                                 | Indicado  | [ 132 ] |